# صلصة مورناي
صَلصة مُرناي (بالفرنسية: Sauce Mornay)‏ والمَعروفة أيضاً بـِ صَلصة الجُبن، وهيَ تتكون من صلصة البشاميل مَع إضافة الجُبن المَبشور والمُقطع إليها، وعادةً ما يكون الجُبن نِصفه مِن جُبن جروير وَنصفه الأخر مِن جُبن بارميزان، وفي بَعض المَناطق يتم التَنويع بالجُبن وإضافة أو استخدام أنواع أُخرى كـجبن تشيدر أو جبن إيمنتال.

## المكونات
تتكون صَلصة مُرناي مِن المُكونات التالية :
- 1½ كُوب مِن صلصة البشاميل.
- ¼ مِلعقة مِن فليفلة حريفة.
- ¼ كُوب مِن جُبن بارميزان الناعِم والمَبشور جيداً.
- ¼ كُوب مِن جُبن جروير الناعِم والمبشور جيداً أيضاً.

## طريقة التَحضير
عند البدء بِتحضير صَلصة مُرناي يَتم وَضع صَلصة البَشاميل مع الفُليفلة الحريفة في مِقلاة مع التَحريك باستمرار، ثم يتم تَسخين الصَلصة حتي تَنضج، بَعد ذَلك يتم إزالة الصلصة عن النّار وَوضعها في الجُبن المَبشور، ثم إضافة اللمسات من توابل وملح وفلفل إذا لزم الأمر وحسب الرَغبة.

## المَصادر
1. ↑  وصلة مرجع: https://www.monpetitfour.com/mornay-sauce/#:~:text=The%20sauce%20is%20said%20to,in%20the%20late%2016th%20century..
2. ↑  McGee، Harold (2004). On Food and Cooking; The Science and Lore of the Kitchen. New York, NY, USA: Scribner. ص. 65–66 and 587. ISBN:0-684-80001-2. مؤرشف من الأصل في 2020-01-25.